# GO POP
『GO POP』（ゴー・ポップ）は、1988年10月5日に発売された村田和人通算6作目のスタジオ・アルバム。東芝EMI移籍第一弾。

## 収録曲
1. Good Morning Kiss  –  (4'30")
作詞：石川あゆ子、作曲：村田和人、編曲：幾見雅博
2. Girl The Toy  –  (4'52")
作詞：サエキけんぞう、作曲：村田和人、編曲：幾見雅博
3. Sky Love  –  (4'32")
作詞：田口俊、作曲：村田和人、編曲：幾見雅博
4. A（エース）と絵札  –  (3'57")
作詞：田口俊、作曲：村田和人、編曲：幾見雅博
5. 夜を越えて  –  (4'49")
作詞：直枝政太郎、作曲：村田和人、編曲：幾見雅博
6. Shining Star 〜うまく言えない〜  –  (3'45")
作詞：石川あゆ子、作曲：村田和人、編曲：幾見雅博
7. 水のエンベローブ  –  (4'36")
作詞：石川あゆ子、作曲：村田和人、編曲：幾見雅博
8. 10,000 Blues (Ten Thousand Blues)  –  (4'57")
作詞：直枝政太郎、作曲：村田和人、編曲：幾見雅博
9. Flying Santa Claus  –  (4'08")
作詞：田口俊、作曲：村田和人、編曲：幾見雅博
10. Love Again  –  (5'11")
作詞：田口俊、作曲：村田和人、編曲：幾見雅博